# جيريمي ميتكالف
جيريمي ميتكالف (بالإنجليزية: Jeremy Metcalfe)‏ هو سائق سباق بريطاني، ولد في 9 أبريل 1988 في Fleet, Hampshire ‏ في المملكة المتحدة.